# 絢森いちか
絢森 いちか（あやもり いちか、1996年3月31日 - ）は、日本の元AV女優。アロハプロモーション所属。東京都出身。

## 略歴・人物
KMP広報部長の成瀬心美が、ミリオンガールズのオーディション参加者の中から目を付け、2015年2月にケイ・エム・プロデュースのレーベル「million」の専属女優としてAVデビュー。
同年3月にミリオンガールズZに加入、JVCケンウッド・ビクターエンタテインメントからメジャーデビュー。AV女優のメジャーデビューは、恵比寿マスカッツの以来となり、話題になるが、7月をもってmillion専属から離れると同時にミリオンガールZを脱退。
元地下アイドル。趣味はダンス・カラオケ。特技はY字バランス。
2017年3月18日のオフ会をもって、AV引退。

## 出演

### アダルトDVD
2015年
- 天然美少女18歳AVデビュー（2月13日、million）※Blu-ray版同時発売
- 初体験（3月13日、million）
- カワイイコスプレ（4月10日、million）
- 大量潮吹きSEX（5月8日、million）
- 新生!ミリオンガールズZがスゴイ!（6月12日、million）共演：星美りか、佐倉絆、友田彩也香、桜井あゆ※総集編、撮り下ろし特典映像あり
- 痴漢願望女子校生（6月12日、million）
- 緊張…興奮… 初中出し解禁!!（7月10日、million）
- じゅるばぷぁっぶごぼごぉぼぐっぼぐっばぷっ フェラ音 3（8月21日、SEX Agent）他出演:蓮実クレア、なつめ愛莉、なごみ、藤本紫媛、翼みさき、宇野ゆかり、東城華菜
- さきっちょ集中!亀頭フェラ部員 ねろりねろりと先端を包み込み、ちろりちろりと尿道を這う。そう、私たちは常に先っぽ狙い。（8月21日、SEX Agent）他出演:涼川絢音、なつめ愛莉、なごみ、穂高ゆうき、荻野舞、さちのうた、本多由奈
- 素人19歳某有名大学生AV初出演連続中出し凌辱（9月7日、ゴールデンタイム）※「千佳」名義
- ブルマ尻コキ女子校生 5 汗と太陽と教室の追憶、青春の輝きにチ○ポを擦りつけ大興奮する悦び（9月18日、SEX Agent）他出演:なごみ、牧村ひな、若菜かなえ、夕城芹、陽木かれん、鳴月らん、翼みさき
- この本、なんか薄いネ。（9月25日、BALTAN）
- 教師も生徒も喋る時はマ◌コを開閉させるのが校則! 常にオマ○コくぱぁ オカズだらけのマンビラ御開帳学園シーズン 2 聖ヴァージン女学院編 シーズン2の舞台は全員処女マ◌コのお嬢様女子校!清楚で知的プレミアムくぱぁでセンズリぶっこけ編!!（10月8日、ROCKET）共演:星空もあ、逢沢るる、愛葉なお、横山みれい
- ビラビラが大っきいのは、ちいさい頃からのオナニーし過ぎです…。私を弄んでください・箱入りJKの汗と精液にまみれたお泊りセックス いちか（10月25日、オーロラプロジェクト）
- 姉の家だから安心しているのか、風呂上がりに自宅気分で薄着姿でくつろぐ妻の妹に興奮してしまい…（11月11日、DOC）他出演:愛咲えな、白岡ゆきほ
- ペニバンレズ校長（11月20日、クリスタル映像）共演:小早川怜子、内村りな、木村つな
- ギャルハメウィークエンド!! Vol.003（12月1日、プレステージ）共演：瀬奈まお ほか
- 思春期の美乳少女 ♯2いちか（12月31日、Jump-av）

2016年
- THE LESBIAN WORLD レズビアンがあたりまえの世界2～地球上には女しかいないから…女同士で愛しあい、求めあう学園レズビアン天国!～（1月7日、ビビアン）共演：涼川絢音、荻野舞、酒井紗也、さちのうた、片山雫、美星るか、青柳ひなた、篠田ゆう
- イっクよぉ～!観てるぅ～!?ONA21スタジオLIVEオナニー「みんなとイキたい」～オー・エヌ・エー・トゥエンティワン その時きっとひとつになれた～（1月22日、SEX Agent）

### イメージDVD
- Ichika あなただけのアイドル（2015年8月6日、REbecca）※Blu-ray版同時発売
- 放課後の君と（2015年12月4日、half moon）
- せんずりサポート ～美巨乳 絢森いちか～（2016年1月29日、オルスタックソフト販売）

### テレビ
- (仮)TV（2015年4月7日 - 7月21日、TOKYO MX）共演：ジャングルポケット、成瀬心美、星美りか、佐倉絆、桜井あゆ、友田彩也香、水嶋杏樹

## CD
- I（LOVE）MGZ（2015年7月29日、JVCケンウッド・ビクターエンタテインメント)